# 5G
Az 5. generációs mobilhálózat vagy 5. generációs vezeték nélküli hálózat, az angol név alapján rövidítve 5G, a telekommunikációban az 1G (analóg), 2G (GSM), 3G és 4G/IMT-Advanced után az 5. generációt képviselő technológiai standard, amelynek bevezetését Dél-Korea kezdte meg 2019 áprilisában. 2020 áprilisáig 40 országban összesen 70 szolgáltató által váltak elérhetővé az új generációs mobiltelefon-szolgáltatások. Budapest teljes területén és környékén 2020 februárjában, közel 200 bázisállomáson kapcsolta fel a Vodafone Magyarország az 5G hálózatát. A svéd Ericsson telekommunikációs cég szerint 2025-re a világ lakosságának 65%-a számára elérhető lesz az 5G által biztosított szupergyors internet, gazdasági előrejelzések szerint pedig a technológia az egész internethasználatunkra és a dolgok internetjére is nagy hatással lesz, ezáltal nagy mértékben megváltoztatja majd a gazdasági és technológiai fejlődés irányát. Az 5G bevezetése ugyanakkor a világ számos országában jelentős társadalmi ellenállást vált(ott) ki, ami elsősorban az új technológia által kibocsátott elektromágneses sugárzásoktól való félelemmel, valamint az ennek nyomában felbukkanó és széles körben terjedő összeesküvés-elméletekkel magyarázható. Ezzel szemben a nemzetközi tudományos szakvélemények túlnyomó része egybehangzóan állítja, hogy az 5G kapcsán semmilyen egészségkárosító hatástól nem kell tartani. Az 5G cellás technológia távadói nagyon érzékeny érzékelők, amelyek egyaránt vesznek és továbbítanak is. Magyarországon a Nemzeti Népegészségügyi Központ (NNK) közleménye szerint a modellezések, illetve mérések alapján az 5G technológia alkalmazásával a lakosság napi átlagos személyi RF expozíciója várhatóan nem fog növekedni.

## Története
Az 5G kommunikációs technológia kifejlesztése is, mint sok más, a mindennapok során használt műszaki cikk, elsősorban az űrkutatásnak köszönhetően indult útjára. A NASA 2008 áprilisában az M2Mi Corp. nevű céggel közösen dolgozni kezdett egy új, nanoműholdakból álló rendszeren, amelynek célja kis energiafogyasztású, nagy adatátviteli sebességű internetprotokoll alapú szolgáltatások elindítása volt.

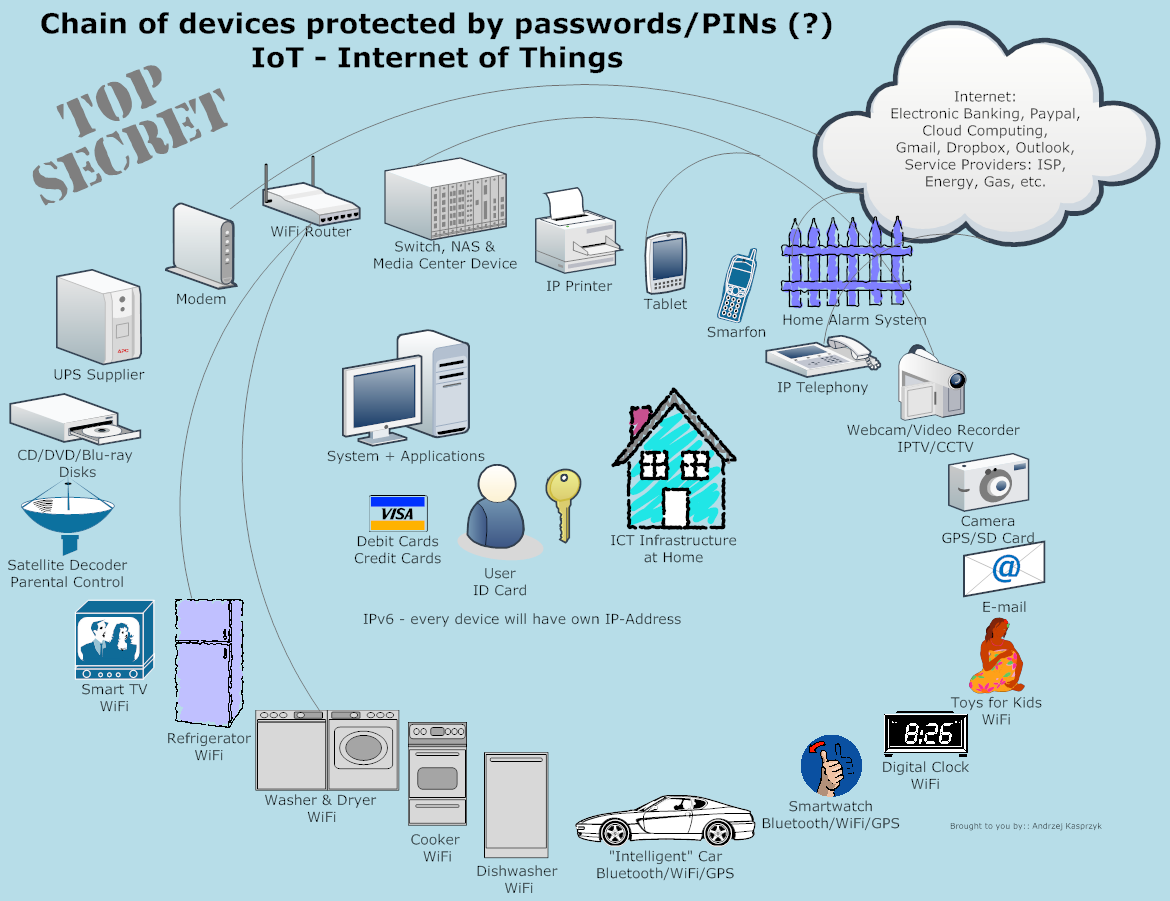
A dolgok internetje (angolul: Internet of Things, rövidítve: IoT) különböző, egyértelműen azonosítható, „intelligens” elektronikai eszközök halmazát jelenti, amelyek az 5G technológia támogatásával egy internet alapú hálózaton biztonságosan képesek kommunikálni egymással

2012-ben és 2013-ban számos új kutatási program indult, amelyek ígéretes eredményekkel zárultak. 2013 májusában a Samsung Electronics bejelentette, hogy sikerült a 28 GHz-es frekvenciasávban 2 km-es távolságban 1,056 Gb/s sebességgel adatot továbbítani. 2015-re a technológiával kapcsolatos kutatások és fejlesztések már ott tartottak, hogy az Európai Unió Horizon 2020 nevű Kutatási és Technológiafejlesztési Keretprogramjában 700 millió euró összeget különítettek el az 5G elindítására és fejlesztésére, amelyhez számos ipari szereplő is csatlakozott. Ez utóbbi elsősorban annak köszönhető, hogy az új technológia "nem csupán egy újabb G", hanem a dolgok internetje számára is új lehetőségeket teremt, ezáltal számtalan ipari alkalmazás előtt is megnyitva az utat az önvezető autóktól és vezérelt gyártósoroktól az "okos mezőgazdaságig", mindezt amellett, hogy az internetes forgalomban is potenciális kihívója lehet a vezetékes szolgáltatásokra épülő Wi-Fi rendszereknek is.
A The Next Generation Mobile Networks Alliance már 2015-ben felhívta a figyelmet arra, hogy az üzleti és felhasználói igények kielégítése végett a rendszert 2020-ig ki kell fejleszteni. Azon kívül, hogy nagyobb adatátviteli sebesség iránt merült fel az igény, több szakmai fórum is jelezte, hogy az új használati lehetőségekre is fel kell készülni. Ezen kívül már akkor felmerült, hogy ez a technológia lehet a dolgok internetjének az alapja, valamint általa akár olyan alkalmazási lehetőségek előtt is megnyílik az út, mint például természeti katasztrófák idején az életmentők kommunikációjának segítése.
2016. július 14-én az Amerikai Egyesült Államok Szövetségi Kommunikációs Bizottsága elfogadta az 5G hálózatok számára a 28 GHz, 37 GHz és a 39 GHz sávok kijelölését, ezzel megnyílt az út a kereskedelmi alapú fejlesztések előtt. Pár hónappal később, 2016. októberben a Qualcomm bemutatta a Snapdragon X50 5G-t, a világ első, széleskörű felhasználásra tervezett 5G modemét, amely képes a 28 GHz-es sávban (a milliméteres hullámok tartományában) üzemelni. Ezzel az eszközzel 800 MHz-es sávszélesség mellett lehetővé válik akár 35, 46 gigabit per másodperces adatátviteli sebesség elérése is.
2019. április 5-én Dél-Korea lett az első ország a világon, ahol elérhetővé vált a hálózat átlagfelhasználók számára, és a szolgáltatást igénybe vevők száma júniusra elérte az egymilliót, júliusra pedig az 1,9 milliót. 2020 májusában már hétmillió felhasználója volt. Magyarországon 2017. június 19-én negyvenhat kormányzati és piaci szereplő, szakmai és érdekképviseleti szervezet, egyetem és tudományos műhely részvételével megalakult az 5G Koalíció. Elsőként a Vodafone indította el a szolgáltatást 2019 októberében. A Digi 2019 novemberében helyezte üzembe első bázisállomását, ezzel megkezdve az éles tesztelést.

## Technológia

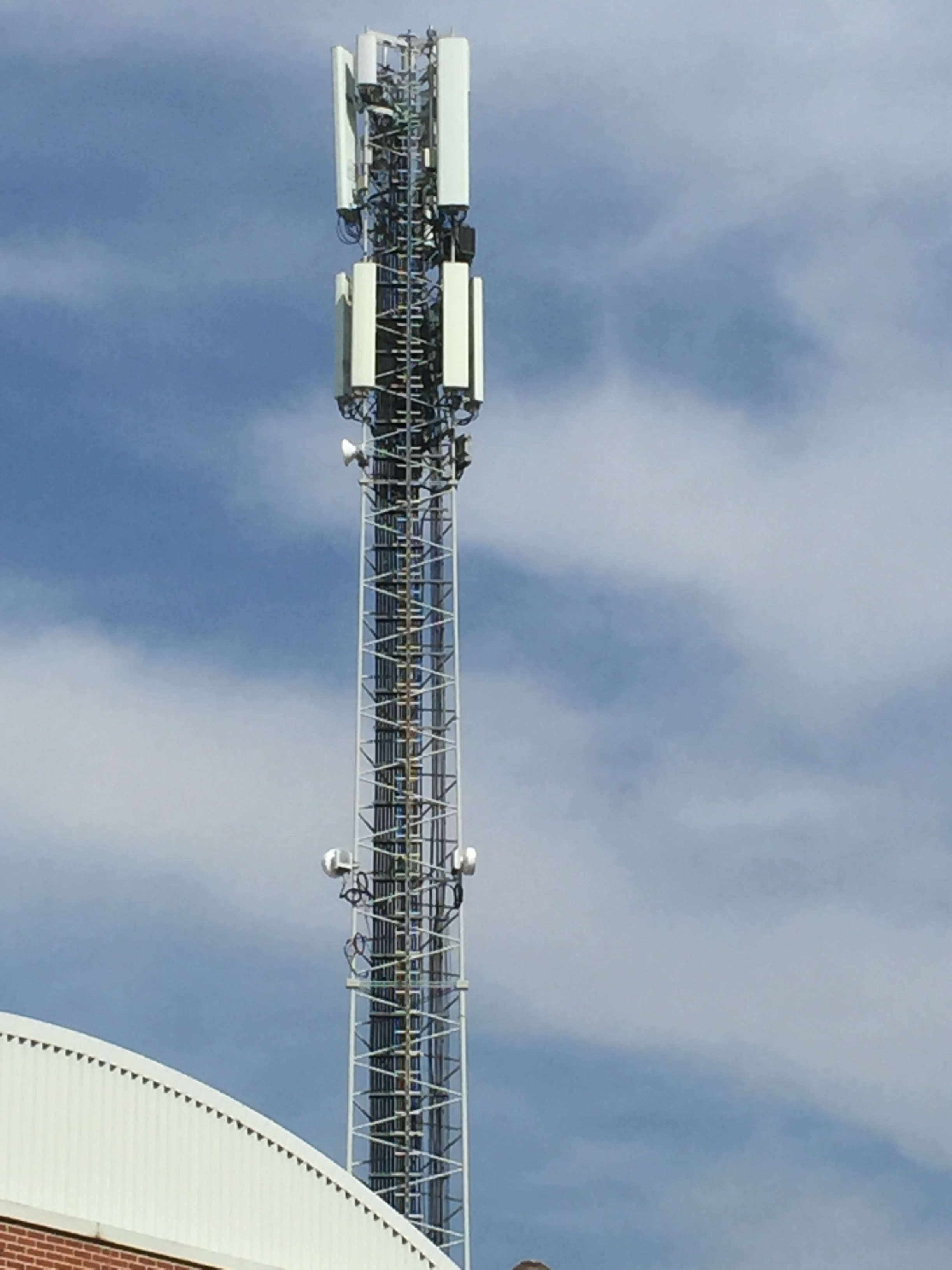
Az 5G elektromágneses sugárformázásban alkalmazott mobilkommunikációs antennaformáció, az antenna közelterében az elektromos és mágneses terek eltérőek

Az 5G-s mobilkommunikációs hálózatok többnyire magasabb frekvenciatartományban működnek, mint a korábbi hasonló technológiák, bár némi átfedés tapasztalható a használt frekvenciasávokban. Az új generációs rendszerek egy jó részét viszont már a milliméteres hullámsávban való működésre tervezték, mivel egyrészt az ebben a tartományban lévő hullámsávok idáig kihasználatlanok voltak, másrészt nagyobb sávszélességet és jóval nagyobb adatátviteli lehetőséget biztosítanak. Mivel az 5G hálózat nagyobb kapacitással is működik, mint a 4G, ezzel nagyobb lefedettséget biztosíthat a széles sávú mobilos hálózatoknak, valamint támogatja az eszközök közötti és a kiterjedt gépi kommunikációt is. Mindezek mellett az új generációs mobilhálózatok előnye lesz a 4G-hez képest csökkentett szerverhez viszonyított késleltetés és a kisebb energiaigény, ami nem csak az akkumulátorhasználatra lesz pozitív hatással, de megteremti a lehetőséget a dolgok internetje kifejlődéséhez is.
A Next Generation Mobile Networks Alliance meghatározása szerint az 5G standardnak a következő előírásoknak kell megfelelnie:
- az adatsűrűségnek több tízezer felhasználónál is el kell érnie a több tíz megabit másodpercenkénti nagyságrendet
- nagyvárosi környezetben 100 megabites másodpercenkénti forgalmat kell biztosítania
- az egy irodai szinten tevékenykedő dolgozók között legalább 1 gigabites adatátvitelnek kell elérhetőnek lennie
- vezeték nélküli szenzoros hálózatok több százezer kapcsolatot is lehetővé kell tenniük
- nagyobb lefedettség
- jelentős spektrális hatékonyságnövekedés
- energiahatékonyság
- az LTE-hez képest jelentősen csökkenő késleltetés

Mindezek eléréséhez olyan, ma már a vezeték nélküli technológiában elérhető megoldások szükségesek, mint a kiscellás hálózatok, amelyek sűrűn telepített MIMO (multiple in-multiple out) antennákkal dolgoznak, a sugárformázásnak nevezett, az interferencia kihasználására épülő jelfeldolgozó rendszer, valamint a teljes duplex kommunikáció.

## Hazai bevezetése
Magyarországon mind a négy operátor üzemeltet 5G szolgáltatást. 2019. október 17-én elsőként a Vodafone tette elérhetővé budapesti ügyfeleinek a szolgáltatást. 2019. november 20-án a Digi tesztjelleggel a Váci úti székházán található bázisállomásán tette elérhetővé az új technológiát. A Telekom 2020. április 9-én jelentette be 5G hálózatának kereskedelmi rajtját, szintén Budapesten. Utolsóként a Telenor 2021 márciusában törökbálinti székházánál, valamint a Győri Egyetem campusán indult el a szolgáltatással.
2023. június 1-én a Telekom bekapcsolta minden ügyfelének az 5G-t és országosan 60%-ra vitte fel lefedettségét.

### Hazai lefedettség
- Yettel 5G lefedettség (nem hivatalos, felhasználói mérések alapján)
- Telekom 5G lefedettség
- Vodafone 5G lefedettség
- Digi 5G lefedettség - kizárólag Budapest, Váci út 35. közvetlen közelében

## Élettani hatások

A nem ionizáló sugárzás és ionizáló sugárzás tartománya

Az 5G-technológia konkrét élettani hatásai egyelőre kevéssé ismertek, az ezzel kapcsolatos becslésekhez leginkább a 3G- és 4G-technológiákkal kapcsolatos vizsgálatok eredményeit használják fel. Bár az új generációs technológia az előzőekhez képest magasabb frekvencián üzemel, alapvetően semmi nem utal arra, hogy bármilyen szempontból máshogy kellene megítélni, mint a 3G- vagy a 4G/LTE-rendszereket. Mindegyik elektromágneses sugárzást használó rendszer a nem ionizáló sugárzások tartományában működik, így pl. egy esetleges rákkeltő hatás feltételezése megalapozatlan, mert a rákbetegség kialakulásával csak az ionizáló és az ibolyántúli sugárzás kapcsolata bizonyított. A nemzetközi vizsgálatokban nem mutattak ki a nem ionozáló sugárzással járó mobiltelefonok használatából eredő dózishatást, illetve összefüggést a telefonok használatának elterjedtsége és az agydaganatok előfordulási gyakorisága között, aminek hátterében az állhat, hogy a különböző forrásokból (bázisállomások, mobiltelefon-készülékek, Wi-Fi-jelek) származó rádiófrekvenciás (RF) sugárzások az élő szövetekben, így az emberi szervezetben nem halmozódnak fel. 2018 végéig, közel 18 milliárd készüléket használatak már a világon. Továbbá a személyi elektromágneses kitettséget kutató vizsgálatok alapján is kijelenthető, hogy a mindennapok során használt vezeték nélküli eszközökből származó átlagos sugárzási kitettség is több nagyságrenddel alatta marad a nemzetközileg megállapított, egészségügyi szempontból biztonságosnak tekinthető határértékeknek, és ez becslések szerint az 5G esetében is így lesz. Ennek ellenére tudósok egy csoportja emberkísérletnek minősítette az 5G-s hálózat beindítását, és annak elhalasztását javasolta.

### Tudományos konszenzus
Az egyre szélesebb körben terjedő, de a széleskörű tudományos konszenzus és az Egészségügyi Világszervezet (WHO) szerint is indokolatlan félelem egy olyan cikkből táplálkozik, amely sok sajtóorgánumban megjelent, és azt állítja, hogy hosszú távú vizsgálatok során összefüggést talált hím patkányok daganatos megbetegedései és a folyamatos besugárzás között. Bár a cikket sok nemzetközi tudományos fórumon komoly kritika érte a gyengén kivitelezett vizsgálati protokoll miatt, ezzel összefüggésben a Nemzetközi Rákkutatási Ügynökség 2011-ben óvatosságból a 2B (vagyis „lehetséges emberi rákkeltő”) kategóriába sorolta (amelybe a valamiért "gyanús", de gyenge bizonyítékokkal rendelkező esetek tartoznak). A WHO később megerősítette, hogy a széleskörű vizsgálatok alapján kijelenthetjük, nem igazolható, hogy a rádiófrekvenciás sugárzásoknak bármilyen egészségkárosító hatása lenne.

### Lakossági bizalmatlanság

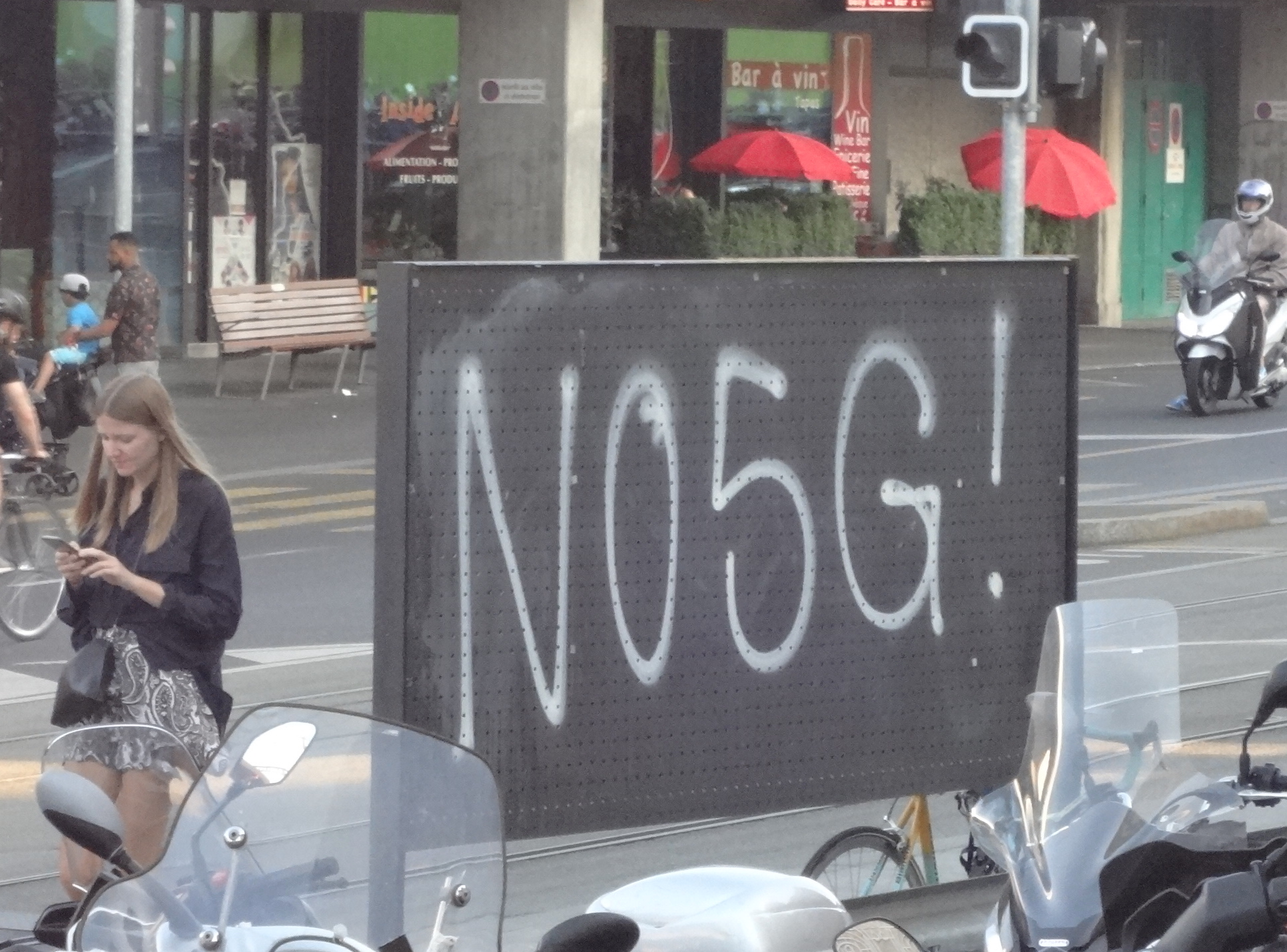
Az 5G nagyfrekvenciás technológia ellen tiltakozó utcai graffiti

Ahogyan egyre több országban kezdték el 2019-től kiépíteni a hálózatokat, egyre több helyen keletkezett bizalmatlanság a különféle forrásokból tájékozódó lakosság egy részében a sokak által nem értett vagy a téves ismeretek alapján félreértelmezett és ezért félelmetesnek tűnő technológia iránt. Ezt nagy mértékben fűtötték a különböző sajtóorgánumokban és közösségi médiában megjelent híresztelések és áltudományos riogatások az új technológia vélt káros hatásairól. Svájcban, amely az elsők között kezdte meg az 5G rendszerek kiépítését, a lakosság körében terjedő félelemre építve a Szövetségi Környezetvédelmi Hivatal felszólította az egyes kantonok kormányait a telepítések elhalasztására. Brüsszelben pedig a sajtójelentések szerint az emberek félelme miatt még 2019-ben felfüggesztették a nagy sebességű 5G vezeték nélküli internet biztosítására irányuló kísérleti projekt terveit. A belga kormány később megállapodást kötött három távközlési szolgáltatóval a szigorú sugárzási szabványok enyhítésére, ami után a 2020 márciusában a legtöbb városban el is indult a szolgáltatás, de Brüsszelben végül lakossági nyomásra mégis a halasztás mellett döntöttek. 2020. január 25-én Budapesten és Győrben magyarországi tüntetésekre is sor került, ahol a felszólalók hangzatos, de tudományosan nem megalapozott jelszavakkal igyekeztek fokozni a hangulatot (pl. mikrohullámú sütőkhöz hasonlították a bekapcsolt 5G-rendszereket).  A tüntetésen felszólaló Pócs Alfréd egri orvos az Egri Városvédők Egyesületének elnöke az ötödik generációs cellás rendszerű mikrohullámú elektromágneses sugárzás (5G) bevezetését ellenző határozati javaslatot nyújtott be az egri önkormányzatnak.